# Ceratophysella jondavi
Ceratophysella jondavi är en urinsektsart som först beskrevs av John L. Wray 1946.  Ceratophysella jondavi ingår i släktet Ceratophysella och familjen Hypogastruridae. Inga underarter finns listade i Catalogue of Life.